# Trieces diffidens
Trieces diffidens là một loài tò vò trong họ Ichneumonidae.